# آرتدیوس
آرتدیوس (نام علمی: Artedius) نام یک سرده از خانواده لنگرماهیان است.

## گونه‌ها
این سرده شامل ۵ گونه است:
- لنگرماهی مرجانی
- لنگرماهی آستردار
- لنگرماهی سرپولکی
- لنگرماهی سرصاف
- لنگرماهی سراستخوانی